# Cécile Delpirou
Pour les articles homonymes, voir Delpirou.
Cécile Delpirou, née le 23 mars 1964 à Saint-Maur-des-Fossés, est une femme politique française.
Ancienne déléguée syndicale de la CFE-CGC à l'usine amiénoise de Whirlpool, elle est élue suppléante de la députée Barbara Pompili (LREM) en 2017. Elle la remplace à l'Assemblée nationale de 2020 à 2022.

## Biographie
Cécile Delpirou est ingénieure mécanicienne de formation. Elle travaille durant vingt-sept ans à l'usine de Whirlpool d'Amiens, dans la Somme. En 2017, elle y est cadre chargée du suivi des tests produits. Engagée dans le syndicalisme avec la Confédération française de l'encadrement - Confédération générale des cadres (CFE-CGC), elle est la même année déléguée syndicale dans son usine et présidente de la CFE-CGC métallurgie Picardie.
Elle se porte candidate aux élections législatives de 2017 dans la deuxième circonscription de la Somme, comme suppléante de la sortante Barbara Pompili, membre du Parti écologiste et candidate sous les couleurs de La République en marche. 
Aux élections municipales de 2020 à Amiens, elle est candidate en huitième position sur la liste divers écologiste de Christophe Porquier, compagnon de Pompili. Il obtient 9,75 % des voix, ce qui est insuffisant pour être présent au second tour,.
En recherche d'emploi, elle subit un congé de reclassement en novembre 2019.
Barbara Pompili ayant été nommée ministre de la Transition écologique au sein du nouveau gouvernement Jean Castex, Cécile Delpirou la remplace à l'Assemblée nationale à partir du 7 août 2020,. Adhérente à La République en marche, elle rejoint le groupe parlementaire associé.
Le 24 novembre 2020, elle fait partie des dix députés LREM qui votent contre la proposition de loi relative à la sécurité globale : elle déclare que « si [elle] approuve la démarche de fond, [elle ne peut se] satisfaire qu'une loi pose de telles limitations aux droits fondamentaux de notre démocratie sans y adjoindre de solides garde-fous ».
Courant 2020, elle rejoint le parti En commun, s'inscrivant ainsi dans le courant social-écologiste de la majorité présidentielle. À la suite des élections législatives françaises de 2022, elle maintient son siège de député.